# Michał Milczarek (reportażysta)
Michał Milczarek (ur. 1981 w Szczecinie) – polski reportażysta, pisarz, podróżnik, oraz adiunkt w Katedrze Kultury Słowian Wschodnich Instytutu Filologii Wschodniosłowiańskiej Uniwersytetu Jagiellońskiego.
Absolwent filozofii i filologii rosyjskiej na Uniwersytecie Jagiellońskim. Wykładowca w Instytucie Filologii Wschodniosłowiańskiej Uniwersytetu Jagiellońskiego. Autor dwóch książek o myśli rosyjskiej oraz reportażu o podróży do Syberii Donikąd, za którą był m.in. nominowany do Nagrody Literackiej Gdynia 2020.

## Książki
- Z martwych was wskrzesimy. Filozofia Nikołaja Fiodorowa (Wydawnictwo Uniwersytetu Jagiellońskiego, Kraków 2013)[4]
- Drzewo życia. Fenomen Wasilija Rozanowa (Wydawnictwo Uniwersytetu Jagiellońskiego, Kraków 2016)[7]
- Donikąd. Podróże na skraj Rosji (Wydawnictwo Czarne, Wołowiec 2019), drugie wydanie w 2022

## Nagrody i nominacje
- nominacja do Nagrody Literackiej Gdynia 2020 w kategorii esej za Donikąd[2]
- Krakowska Książka Miesiąca, kwiecień 2020 za Donikąd[8]
- nominacja w konkursie Travelery 2019 w kategoria książka roku za Donikąd[9]
- nominacja do Nagrody im. Macieja Kuczyńskiego 2020 w kategorii podróżniczy debiut literacki za Donikąd[10]